# 大胸筋
大胸筋（だいきょうきん、英語: pectoralis major）は、胸部の筋肉のうち、胸郭外側面にある胸腕筋のうち、鎖骨、胸骨と肋軟骨（第2～第7前面）、腹直筋鞘の3部を起始とし、上外方に集まりながら、上腕骨の大結節稜に停止する。

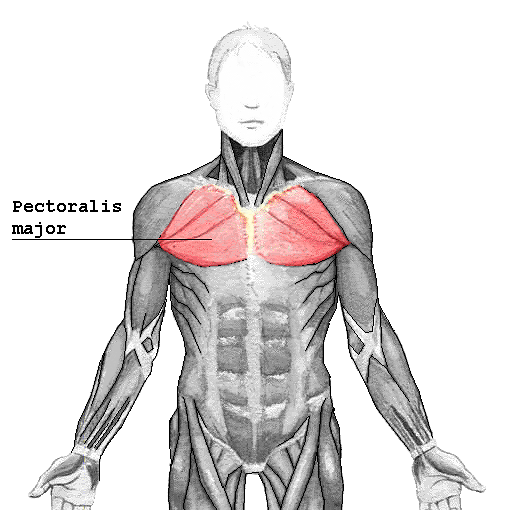
大胸筋

## 大胸筋の筋力トレーニング
大胸筋を鍛える筋力トレーニング法には多くの種目が存在する。最も手軽で一般的なのはプッシュアップ（腕立て伏せ）であり、バーベルを使ったベンチプレス、ダンベルを使ったダンベル・フライなどもよく知られている。身体前面に位置し、もっとも目立つ筋肉の一つであることからボディビルなどでは重要視される筋肉の一つ。